# Lantz, Spanien
Lantz är en kommun i Spanien.   Den ligger i provinsen Provincia de Navarra och regionen Navarra, i den nordöstra delen av landet, 300 km nordost om huvudstaden Madrid. Antalet invånare är 140. Arean är 16,9 kvadratkilometer.
Terrängen i Lantz är huvudsakligen kuperad, men åt sydväst är den platt.